# Biedermeier

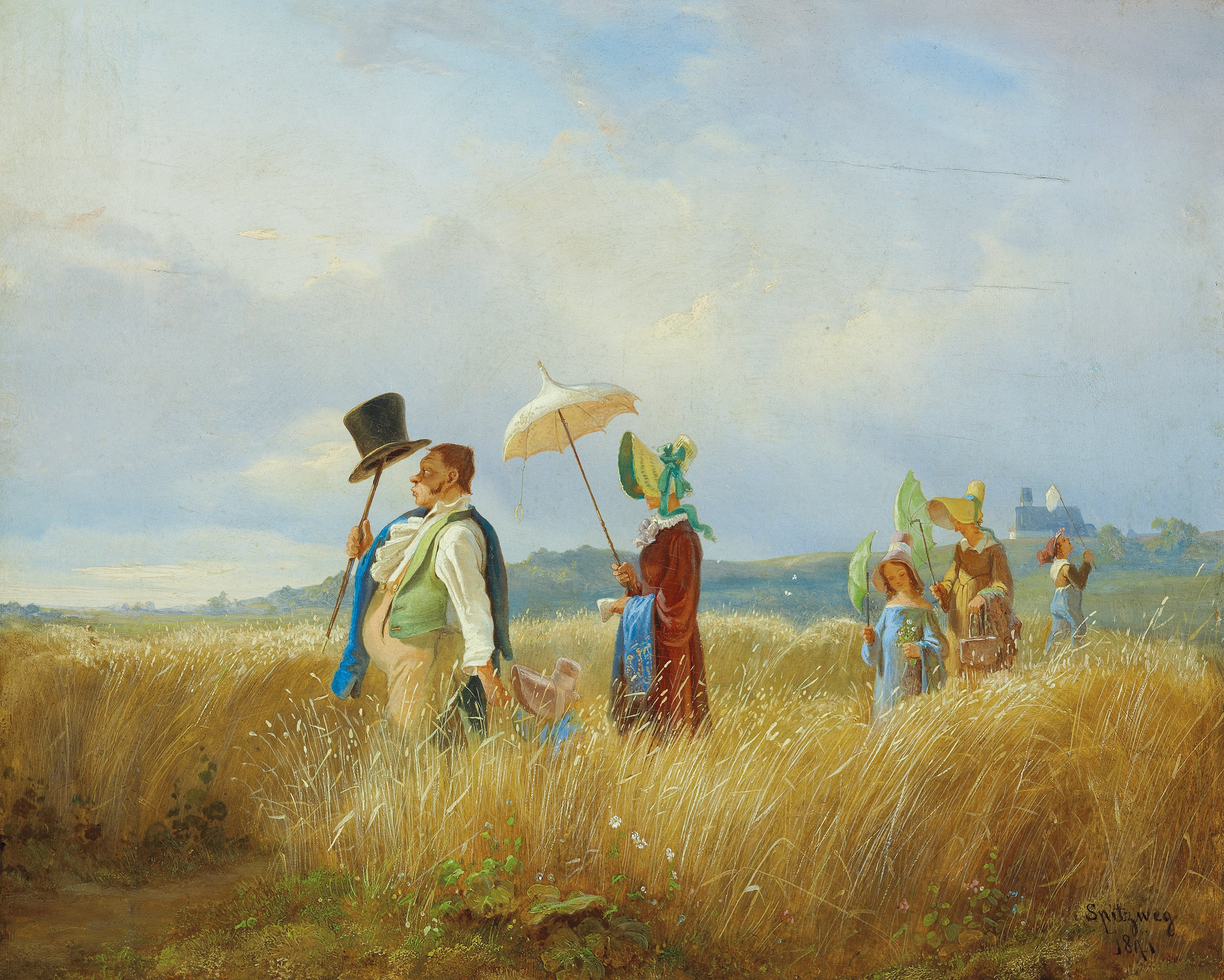
La Promenade du dimanche, par Carl Spitzweg en 1841.

La période Biedermeier [ˈbiːdɐˌmaɪ̯ɐ]  s'étend de 1815 (congrès de Vienne) à 1848 (Révolution de Mars 1848) dans les États de la Confédération germanique et dans l'empire d'Autriche. En politique, elle est liée à la Restauration allemande et au développement de ces États après la période napoléonienne et le congrès de Vienne.
Contemporain des styles Restauration et Louis-Philippe, le Biedermeier désigne d'une part la culture et l'art bourgeois apparus à cette époque, et d'autre part la littérature de ce temps. La restriction des libertés et, surtout, une certaine défiance à l'encontre de l'action politique entraînent un repli des artistes vers la sphère privée, la famille et le foyer. La fuite dans l'idylle et la vie privée sont par conséquent des thèmes typiques. Le poète Jean Paul parlait déjà de « bonheur total dans la limitation », et le secrétaire de Goethe, Johann Peter Eckermann, croyait reconnaître « une réalité pure à la lumière de modestes éclairages ».
La période Biedermeier se développe en parallèle du Vormärz qui se déploie à partir des années 1830, avec une connotation surtout politique.

## La situation politique

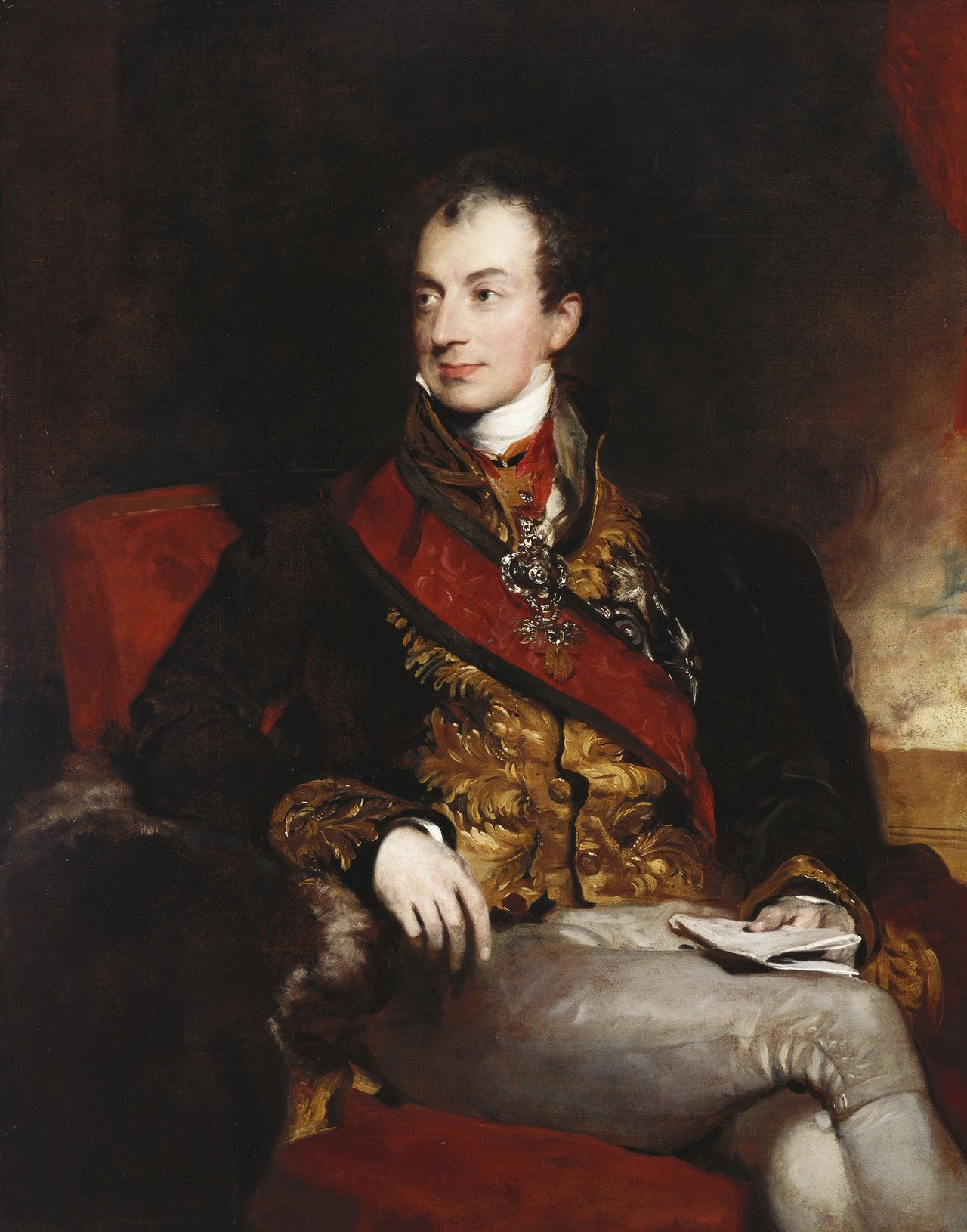
Metternich vers 1820-1825, par Thomas Lawrence.

Après la chute de Napoléon à la bataille de Waterloo et son bannissement, les résolutions négociées au congrès de Vienne furent mises en application. L'ordre de Vienne s'établit en Europe selon les idées directrices de la Restauration. À cette fin, le monarque conservateur François Ier d'Autriche, l'empereur Alexandre Ier de Russie et le roi Frédéric-Guillaume III de Prusse conclurent la Sainte-Alliance. Ils y furent poussés en dernier lieu par le spectre de la Révolution française, dont ils voulaient éviter à tout prix la répétition.
Le prince Klemens Wenzel von Metternich, rhénan de naissance et travaillant au service de l'empereur d'Autriche, joua un rôle politique de premier plan. Il fit adopter les « décrets de Karlsbad » de 1819, qui restreignirent fortement les activités politiques. Une stricte censure de toutes les publications fut introduite, y compris pour les œuvres musicales. Des écrivains comme Heinrich Heine et Georg Büchner émigrèrent, de même que Karl Marx, alors rédacteur en chef de la Rheinische Zeitung à Cologne.
Sans les décrets de Karlsbad, l'époque Biedermeier est impensable. Hors d'Europe centrale et de Scandinavie, le terme Biedermeier n'existe donc pas, car le développement des sociétés prit ailleurs d'autres voies.

## Origine du Biedermeier
Le terme de « Biedermeier » n'apparut pour désigner une époque que vers 1900. Il vient du pseudonyme Gottlieb Biedermeier, que le juriste et écrivain Ludwig Eichrodt et le docteur Adolf Kußmaul prirent à partir de 1855 pour publier des poèmes variés dans les Fliegende Blätter munichoises, parodiant en partie les poésies du bien réel instituteur de village Samuel Friedrich Sauter. Le nom vient de deux poésies, Biedermanns Abendgemütlichkeit (Le Bonheur vespéral de Biedermann) et Bummelmaiers Klage (La Plainte de Bummelmaier), publiées en 1848 par Joseph Victor von Scheffel dans le même magazine. Jusqu'en 1869 on écrivit « Biedermaier », l'usage du « ei » ne vint qu'ensuite. Le mot est composé de deux termes : Bieder (« simple, sans prétention ») et Meier, un des noms de famille les plus communs en Allemagne. Le Monsieur Biedermeier fictif était un instituteur de village souabe écrivant de la poésie, à l'âme simple, et que selon Eichrodt « sa petite chambre, son étroit jardin, son insignifiante bourgade et le pauvre destin de maître d'école méprisé portaient à la félicité terrestre ». Dans les publications l'on caricature et moque la probité, la mesquinerie et les positions apolitiques d'une grande partie de la bourgeoisie.
Il est vrai que le poète révolutionnaire Ludwig Pfau (de) avait écrit dès 1847 un poème titré Herr Biedermeier, dénonçant la prudhommerie et la duplicité morale. Il débute par ces vers :
| « Schau, dort spaziert Herr Biedermeier und seine Frau, den Sohn am Arm; sein Tritt ist sachte wie auf Eier, sein Wahlspruch: Weder kalt noch warm. » |  |  | « Vois là-bas se promène Monsieur Biedermeier et sa femme, le fils au bras ; son pas est précautionneux comme sur des œufs, sa devise : ni froid, ni chaud. » |

Eichrodt n'aurait eu connaissance de ce poème que bien après la publication de ses propres poèmes Biedermeier. Cette affirmation est à vrai dire invérifiable.
Après 1900, le terme de « Biedermeier » devint pratiquement neutre, synonyme de la nouvelle culture bourgeoise centrée sur le chez-soi et la vie privée, ayant marqué la période de paix avant les grands bouleversements. Il en vint à qualifier au sens large l'art, la littérature et la mode de cette époque.

## Une nouvelle culture bourgeoise

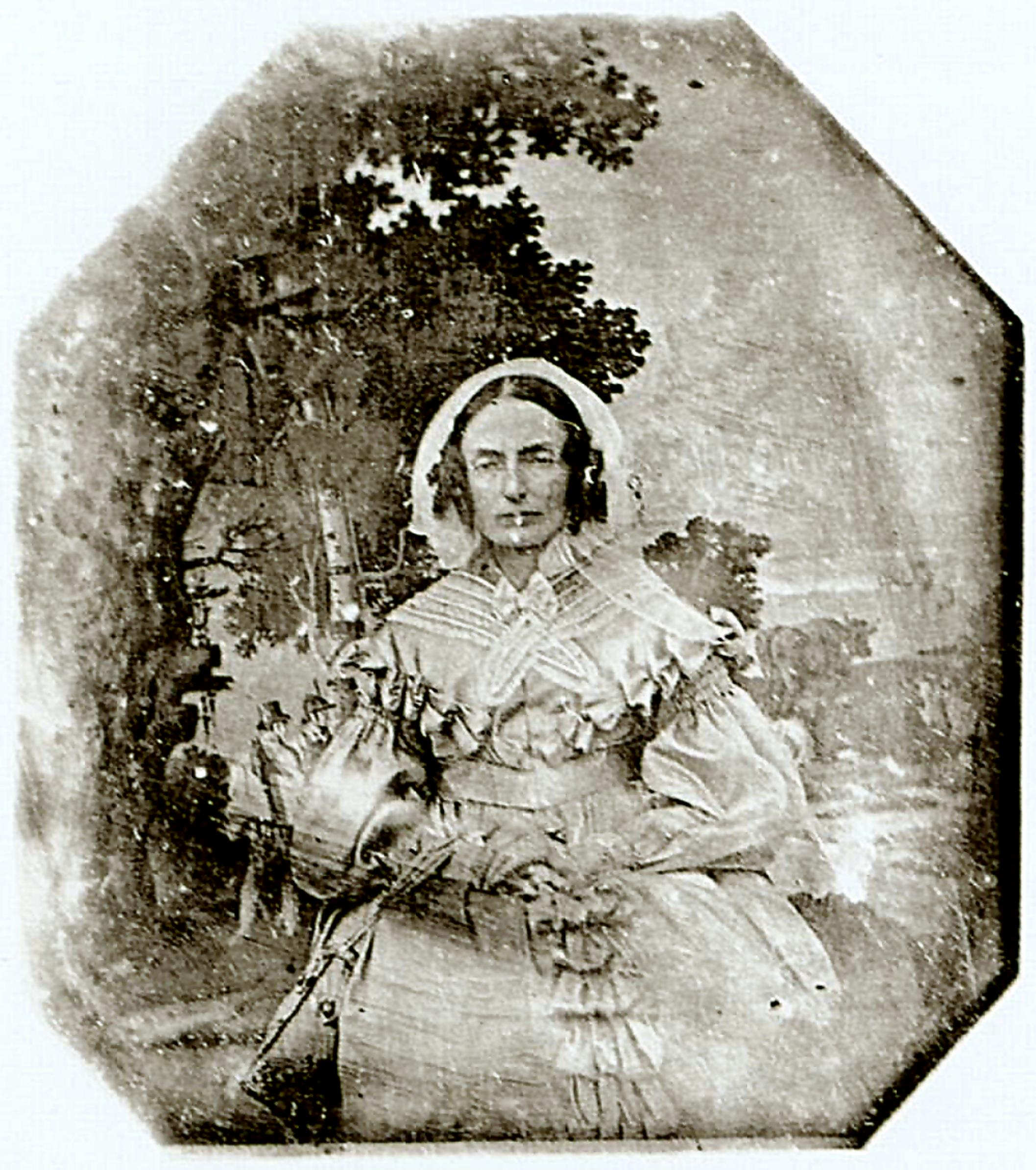
Femme habillée à la « mode Biedermeier » (image daguerréotypique reproduite sur une coupe, vers 1840-1841).

Le terme de Biedermeier désigne avant tout la culture bourgeoise qui apparut pendant la première moitié du XIXe siècle. La bourgeoisie cultiva la vie privée et familiale à un point inégalé jusque-là. Les marques extérieures de prospérité passaient au second plan, derrière le bonheur domestique entre quatre murs, dans ce qui devenait un lieu de retraite. Des vertus bourgeoises comme le zèle, la probité, la fidélité, le sens du devoir, la modestie, furent élevés au rang de principes universels. La chambre de séjour du Biedermeier est l'ancêtre de l'actuelle salle de séjour, et l'expression de confort domestique fut probablement introduite à cette époque. La sociabilité fut cultivée dans des cadres restreints, dans les cercles, aux tables des habitués, à travers la musique de salon, mais aussi dans les cafés viennois. La structure familiale bourgeoise était patriarcale, l'homme était le chef de famille, et la femme voyait sa sphère d'activité limitée au ménage. Le bourgeois aisé employait du personnel, entre autres une cuisinière, un cocher, une gouvernante, pour les nouveau-nés une nourrice, et parfois un précepteur. Les loisirs féminins prédominants étaient les travaux manuels et le piano, que chaque fille de bourgeois devait apprendre. Une attention considérablement plus importante qu'avant fut portée à l'éducation des enfants et à leurs chambres. Une mode enfantine apparut, qui n'était pas seulement une copie de la mode des adultes. L'industrie du jouet connut un premier apogée. Friedrich Fröbel créa en 1840 à Bad Blankenburg le premier jardin d'enfants.
Au temps du Biedermeier, la fête de Noël prit dans les maisons la forme que nous connaissons tous aujourd'hui, avec le sapin de Noël, les chants et la distribution des cadeaux.

### Littérature
L'homme de l'époque Biedermeier vu par les caricaturistes est dépolitisé, c'est un petit bourgeois aux aspirations naïves et respectueuses des autorités et il est maniaque de l'harmonie. Ces caractéristiques et quelques autres du même genre restent attachées à la littérature Biedermeier jusqu'à nos jours, comme dans Der Traum ein Leben (Le Songe est une vie) de Franz Grillparzer, que l'on peut difficilement lire sans ironie aujourd'hui :
| « Eines nur ist Glück hienieden, Eins: des Innern stiller Frieden Und die schuldbefreite Brust! Und die Größe ist gefährlich, Und der Ruhm ein leeres Spiel, Was er gibt, sind nicht'ge Schatten, Was er nimmt, es ist so viel! » | « Un seul bonheur ici-bas, Un : la calme paix intérieure Et le cœur innocent ! Et la grandeur est dangereuse, Et la gloire un vain jeu, Ce qu'elle donne, des spectres futiles, Ce qu'elle prend, si démesuré ! » |

Quelques auteurs de l'époque Biedermeier étaient motivés par une opinion conservatrice ou même réactionnaire, et regrettaient la vie simple et harmonieuse, dans un monde de plus en plus marqué par l'industrialisation et l'urbanisation associée. La littérature Biedermeier, comme c'était déjà parfois le cas pour le romantisme, est une idylle et se détourne des événements contemporains, reflétant ainsi la société de son temps, aliénée et vide de sens, qui s'échappe par un retour à une vie et une création primaires. Les auteurs du Biedermeier, contrairement aux romantiques dont les écrivains se recrutaient pour la plupart dans la noblesse, étaient des bourgeois, souvent d'extraction plutôt modeste.
La Nature n'était plus pour les poètes Biedermeier un monde où projeter de nostalgiques maux universels ou intérieurs, mais le symbole du Bien et de la Création. L'apparition des voyages d'exploration servaient à légitimer chacun des éléments de cette Nature, dont beaucoup furent volontiers collectionnés, catalogués et exposés à la maison. Et comme cette valorisation renvoyait précisément à la qualité de Créateur du dieu chrétien, la religion ne combattit pas, bien au contraire, elle encouragea la curiosité empirique. La critique de l'aliénation aux passions engendra un élitisme qui s'opposait à la légèreté et à la dissolution.

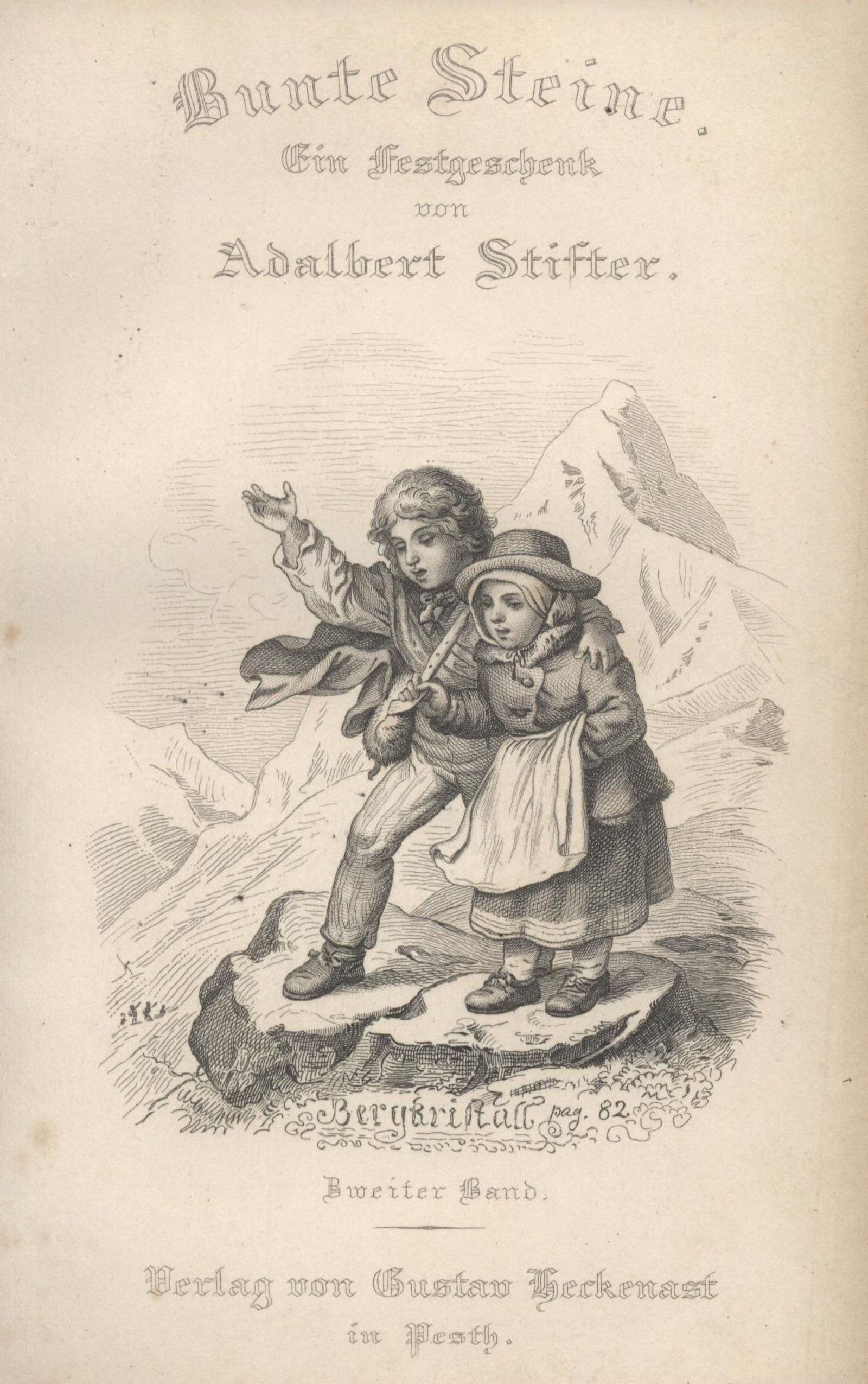
Frontispice (de Ludwig Richter) pour le deuxième volume de Bunte Steine d'Adalbert Stifter, 1853.

Stifter nomma cela la « douce loi » :

« […] Telle est la nature au-dehors, telle est-elle aussi à l'intérieur, celle du genre humain. Une vie entière pleine de probité, de simplicité, de soumission du moi, de jugement modéré, d'activité limitée à son milieu, d'admiration de la beauté, puis une mort calme et sereine, je tiens cela pour grand ; les forts mouvements de l'âme, les effroyables emportements qui en naissent, le désir de vengeance, l'esprit enflammé qui aspire à l'action et renverse, change, détruit, et dans l'agitation jette aussi souvent sa propre vie, je ne tiens pas cela pour plus grand, mais au contraire pour moindre, car aussi bien ce ne sont que les produits de forces isolées et unilatérales, comme les tempêtes, les montagnes crachant le feu, les tremblements de terre. Nous voulons chercher à apercevoir la douce loi par laquelle le genre humain doit être mené. […] C'est […] la loi de la probité, la loi des habitudes, la loi qui veut que chacun vive respecté, honoré et en sécurité à côté de l'autre, qu'il puisse suivre sa voie humaine supérieure, gagner l'amour et l'admiration de ses semblables, que l'on veille sur lui comme sur un trésor, de même que chaque homme est un trésor pour tous les autres. Cette loi vaut partout, où les hommes vivent côte-à-côte. »

— Avant-propos à Bunte Steine, 1853.
L'œuvre d'Adalbert Stifter est généralement considérée comme fondamentale pour cette époque. Son premier roman, L'Arrière-saison (qu'il qualifia lui-même de « récit »), paru il est vrai seulement en 1857, passa immédiatement pour la quintessence de la période Biedermeier. Stifter influa aussi sur Peter Rosegger et Ludwig Ganghofer, sur Paul Heyse, Gustav Freytag et Ernst von Wildenbruch, ainsi que sur le courant allemand du Réalisme qui lui succéda, avec Theodor Storm et Theodor Fontane, et à travers eux sur Thomas Mann et Hermann Hesse.
L'œuvre de Stifter, qui fut régulièrement à l'origine de controverses, présente également des éléments dépassant déjà la thématique du Biedermeier. Ainsi trouve-t-on par exemple dans le roman Brigitta, outre un fatalisme à la Sophocle, une émancipation légale de la femme.
Les autres écrivains appartenant plus ou moins au style Biedermeier sont Annette von Droste-Hülshoff, Franz Grillparzer, Wilhelm Hauff, Karl Leberecht Immermann, Nikolaus Lenau, Wilhelm Müller ("Müller le Grec"), Johann Nepomuk Nestroy, Ferdinand Raimund, Friedrich Rückert, Leopold Schefer et Eduard Mörike. La pure littérature du Biedermeier se trouve cependant plus dans des publications triviales, comme les almanachs littéraires. Il ne faut pas non plus oublier que Stifter ainsi que Raimund se suicidèrent. Chez eux, la mentalité du Biedermeier n'était qu'une façade, qui n'avait rien à voir avec la réalité intérieure.

### Peinture

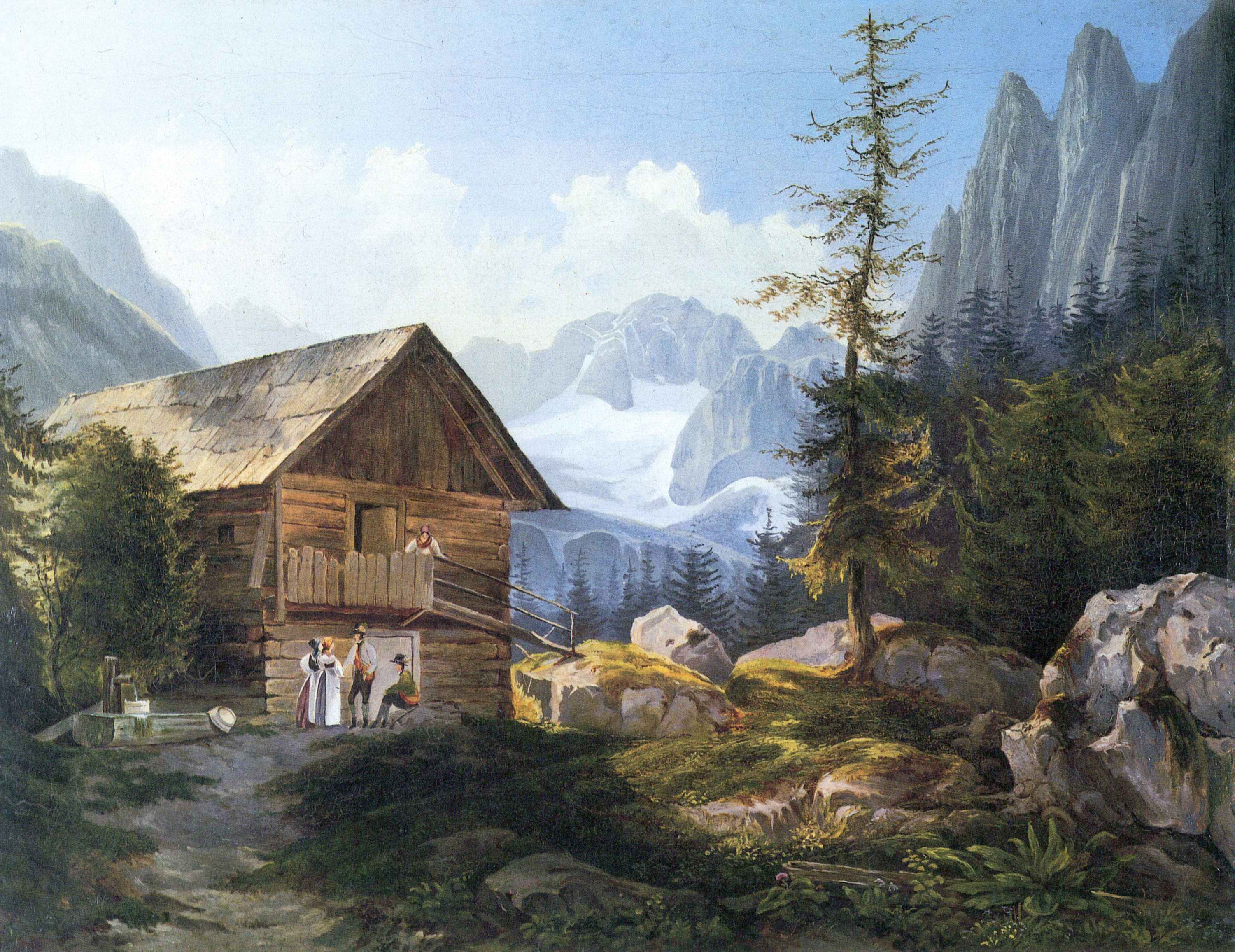
Adalbert Stifter, Im Gosautal (1834), paysage de Gosautal.

Dans la peinture du Biedermeier, les scènes de genre et les paysages dominent, mais aussi les portraits. Les motifs religieux et historiques sont pratiquement absents.

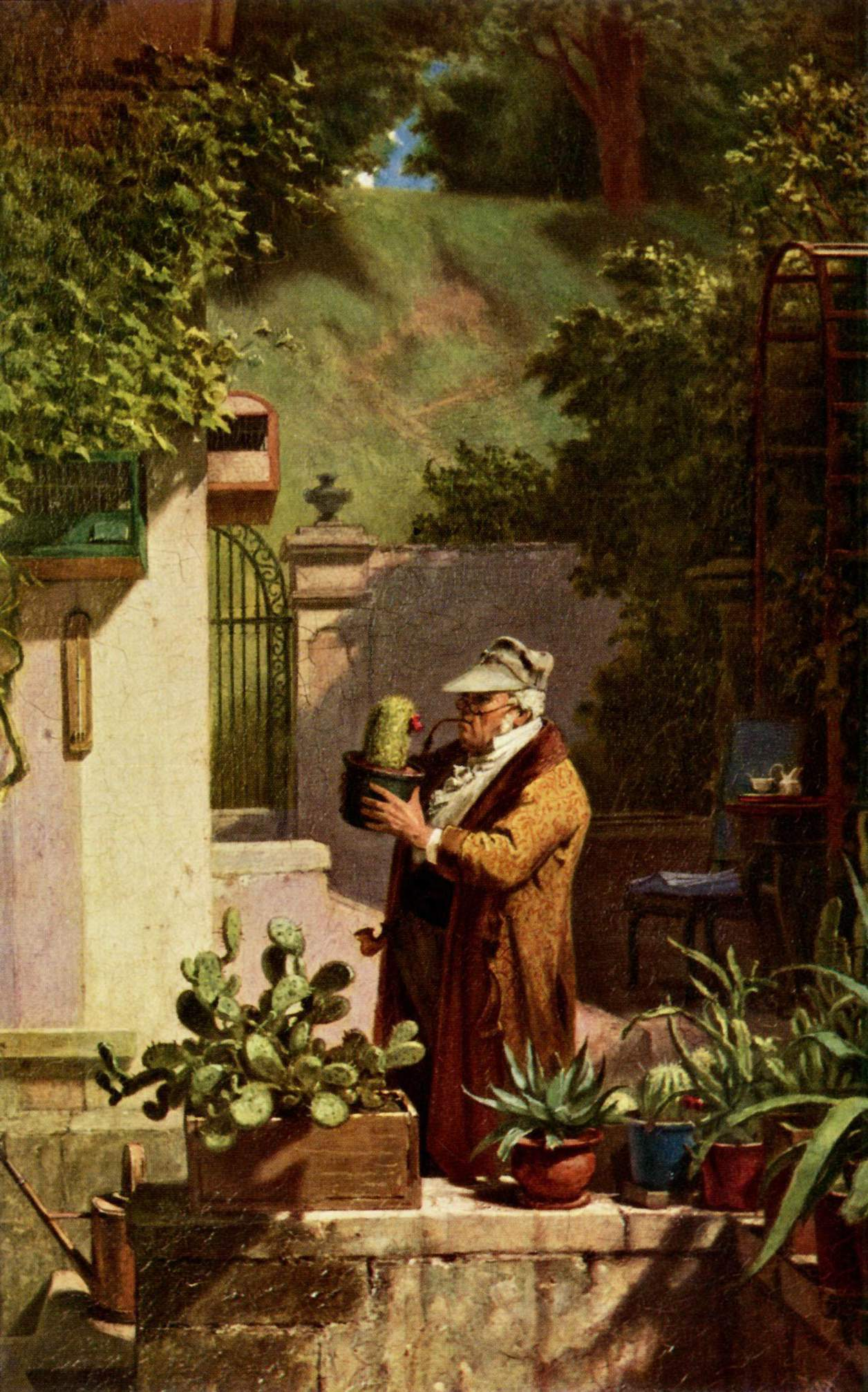
Carl Spitzweg, L'Ami des cactus, parodie d'une vie comblée.

Le style est réaliste, les tableaux sont souvent proches d'une reproduction photographique. L'inspiration vient de la peinture néerlandaise du XVIIe siècle. Le résultat visé est un pseudo-réalisme qui idéalise volontiers et « améliore » un peu la réalité. La technique de l'aquarelle atteint un niveau élevé. La lithographie est de plus en plus utilisée pour illustrer les livres. On compte parmi les peintres Biedermeier Moritz von Schwind, Friedrich Gauermann, Eduard Gärtner, Adolph von Menzel (œuvre de jeunesse), Ludwig Richter, Carl Spitzweg, Carl Happel, Josef Kriehuber, Peter Fendi, Josef Danhauser, Friedrich Wasmann et Ferdinand Georg Waldmüller. Richter était surtout recherché comme illustrateur, il contribua à environ 150 livres. Dans la peinture sur verre et sur porcelaine, l'époque est liée aux Hausmaler (en) Samuel Mohn et Anton Kothgaßner. L'objet typique de cette époque est le verre souvenir des curistes (de).

### Musique

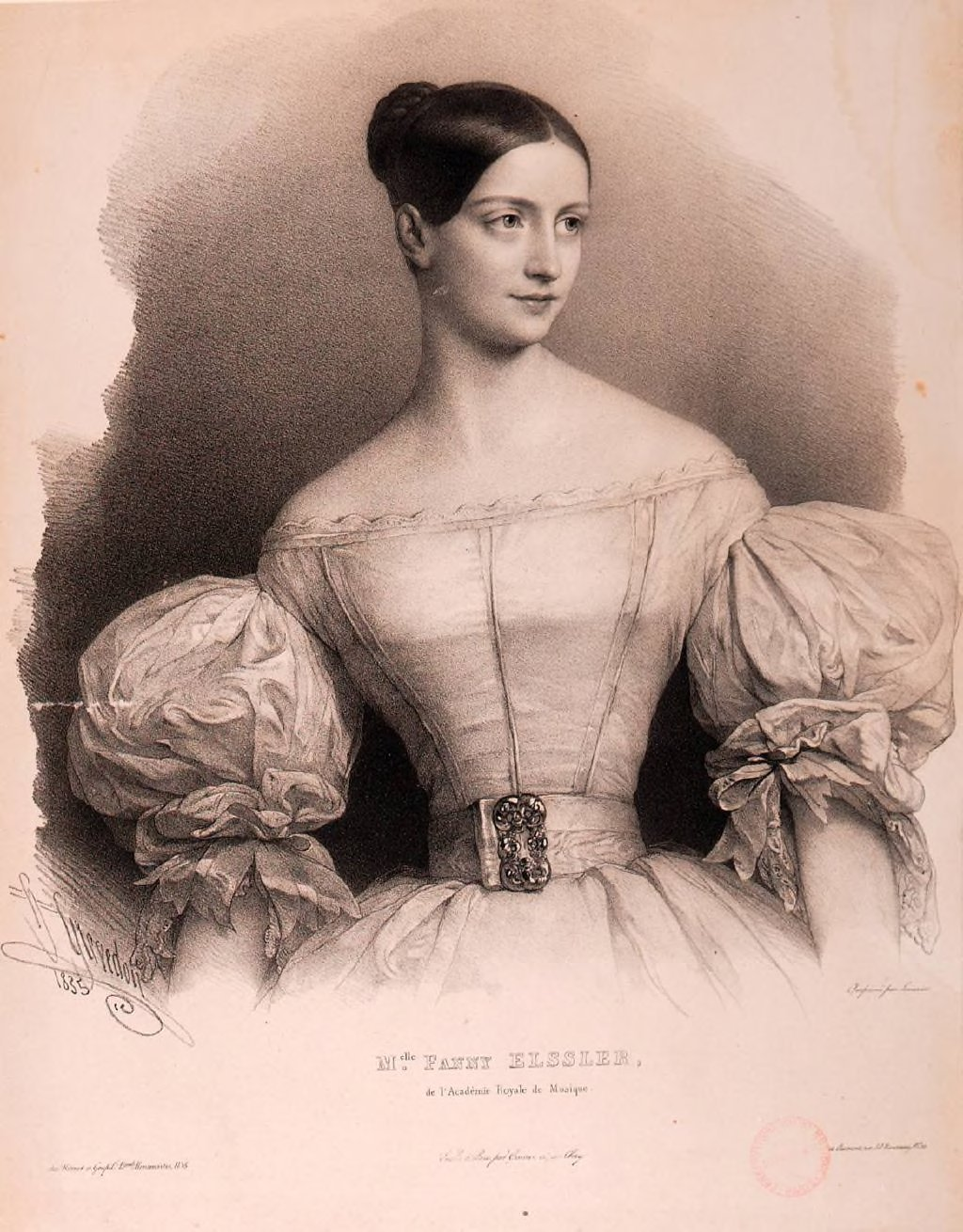
Fanny Elssler, gravure de Henri Grévedon. Paris, BNF.

La musique fut aussi marquée par le goût bourgeois pendant la période du Biedermeier. La musique de salon prit une grande importance. Un piano trônait dans presque chaque salle de séjour. Les pièces de musique de chambre étaient recherchées. Partout dans les villes furent créées des sociétés de musique et des chorales. Les maisons d’édition musicale diffusaient les œuvres légères et joyeuses des compositeurs, car le goût des clients déterminait les ventes. Auparavant on ne composait jamais uniquement pour les salons, on n’y jouait que des arrangements. Les morceaux de piano étaient le plus souvent de Mendelssohn ou Robert Schumann, qui n’était pourtant pas un compositeur Biedermeier. Franz Schubert qui a composé beaucoup de musique de salon (valses, ländler, duos à quatre mains, impromptus, etc.) est souvent associé à cette catégorie. On peut également citer Ludwig Berger, Johann Christian Heinrich Rinck ou Leopold Schefer aux lieder de Wilhelm Müller populaires ou Diabelli compositeur prolifique d'œuvres pour piano, guitare et de musique de chambre.
L’époque Biedermeier est aussi celle de la valse, dont la capitale était naturellement Vienne. Elle naquit des Ländler, danses folkloriques pratiquées en toute liberté. Les masses affluaient aux bals, où les réjouissances exubérantes étaient permises. Compositeurs et chefs d’orchestre étaient parfois fêtés comme des célébrités, surtout Johann Strauss père et Joseph Lanner. Les ballets étaient aussi très appréciés, la danseuse Fanny Elssler était portée en triomphe à Vienne. Les chanteuses les plus célèbres étaient Henriette Sontag et Jenny Lind.
La période des années 1810 aux années 1830 est celle de la guitaromanie illustrée par de nombreux compositeurs d'œuvres agréables et pour la plupart assez faciles d'exécution. La vogue de la guitare a décliné avant le milieu du siècle, l'instrument étant détrôné par le quasi-monopole du piano dans les salons.

### Théâtre
Le théâtre connut aussi un apogée au temps du Biedermeier, mais au lieu de l'édification on y recherchait la distraction, et l'on se détourna des idéaux du Siècle des Lumières. Les théâtres nationaux devinrent à nouveau des théâtres de cour, comme à Berlin, où le programme était déterminé par le roi de Prusse. Les métropoles théâtrales de ce temps étaient Vienne et Berlin. Entre 1815 et 1830, il y eut 300 premières de comédies au Berliner Schauspielhaus, mais seulement 56 tragédies. Les parodies étaient aussi très appréciées du public, même Goethe et Shakespeare ne furent pas épargnés. Nestroy réussit même en 1857 à présenter une parodie du Tannhäuser de Wagner avant la première représentation de l'original.
Les pièces de théâtre et les opéras subirent bien sûr aussi la censure. En Autriche, les censeurs étaient même présents dans le public lors des représentations. Les auteurs traitaient la censure de diverses manières : beaucoup se soumettaient, comme Raimund ; Grillparzer, qui était aussi fonctionnaire, écrivit parfois sans publier, tandis que Nestroy eut plusieurs amendes, et dut même purger une peine de prison.

### Architecture et mobilier

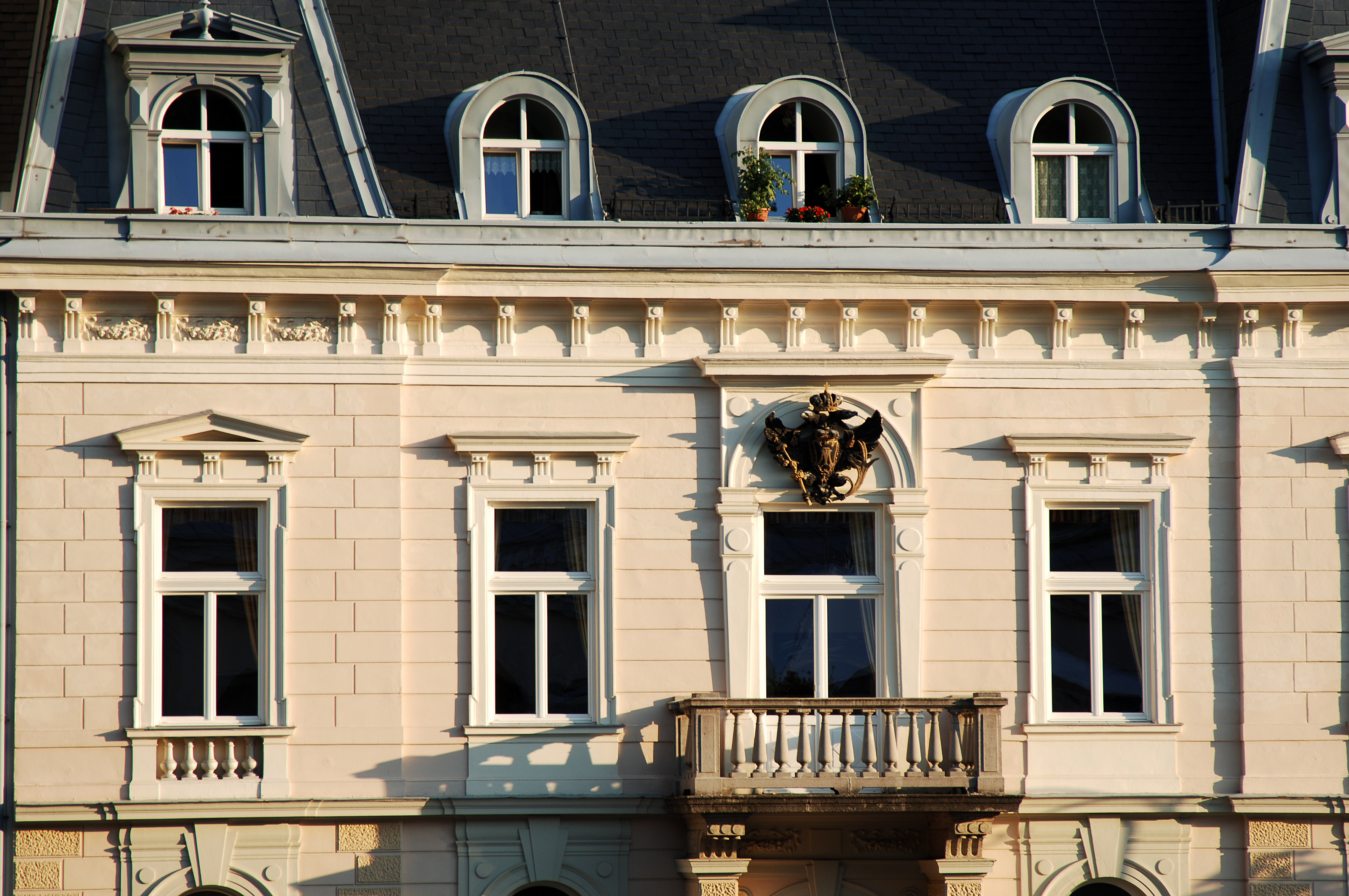
Façade Biedermeier à Baden près de Vienne.

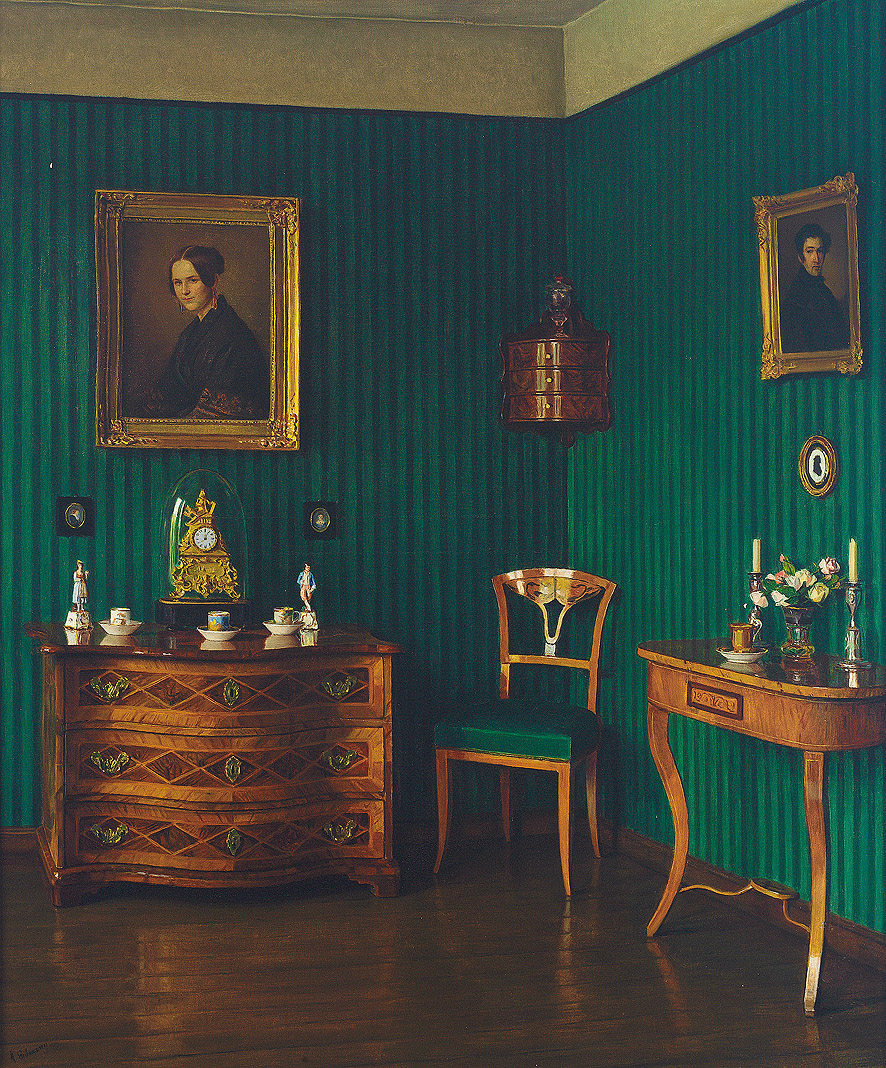
Salon Biedermeier, tableau d'Otto Erdmann (1834–1905).

Le trait principal de l'architecture Biedermeier est un style élégant mais plutôt sobre, ce qui en fait une variante du néo-classicisme. Ce style marque les édifices monumentaux de l'époque et l'empreinte du Biedermeier reste visible dans les quartiers bourgeois. L'architecte Biedermeier le plus significatif est sûrement Joseph Kornhäusel, dont les ouvrages sont visibles avant tout à Vienne et à Baden. Un exemple significatif est la résidence estivale des empereurs autrichiens, qui fut entièrement reconstruite en 1812 après un incendie. Comme Kornhäusel était très connu, il reçut aussi commandes des nobles. L'architecte le plus connu de cette période est le berlinois Karl Friedrich Schinkel, mais ses projets n'étaient pas d'influence Biedermeier.
Les meubles Biedermeier, bien qu'ils n'aient pas un style homogène, se distinguent par une élégance discrète. Ils n'ont pas vocation à impressionner, mais à contribuer à une sensation de confort et doivent surtout être fonctionnels. Les premiers meubles de ce style furent créés à Vienne, prenant son inspiration du mobilier anglais. Vu la grande importance et la valeur accordée à la fabrication artisanale, les meubles typiques du Biedermeier sont plutôt de petites pièces, telles que des commodes, des secrétaires ou des tables à couture. Le fabricant de meubles Joseph Danhauser (de) père marqua à Vienne une nouvelle ère du mobilier d'intérieur. Cette époque fit aussi le succès du meuble en bois courbé (Bugholzmöbel) de Michael Thonet (natif de Boppard et amené à Vienne en 1842 par la cour autrichienne). Il a conçu notamment l'ameublement du palais Liechtenstein à Vienne.

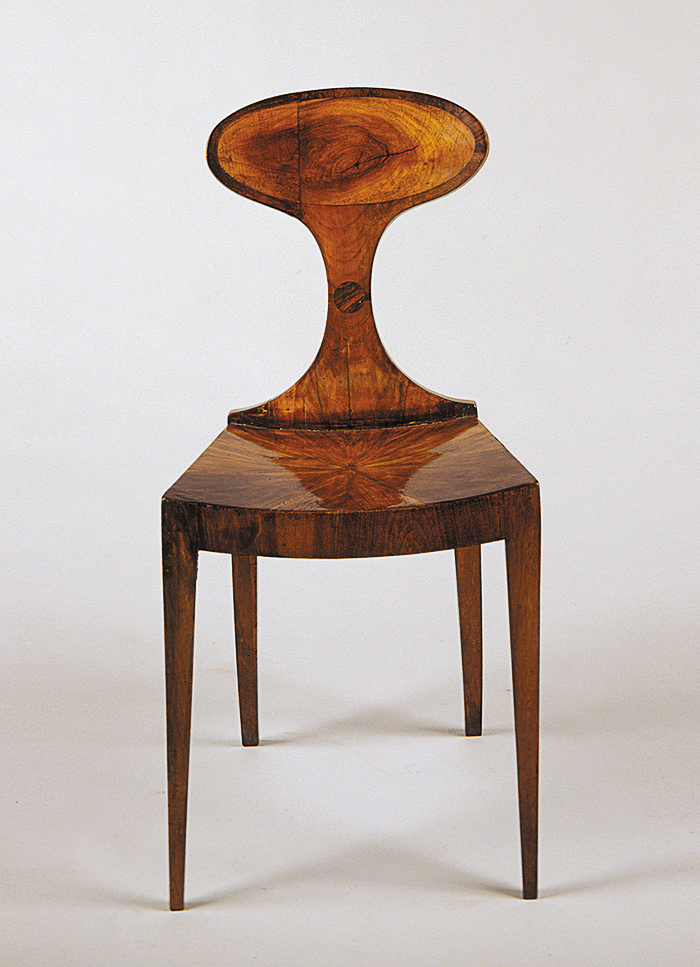
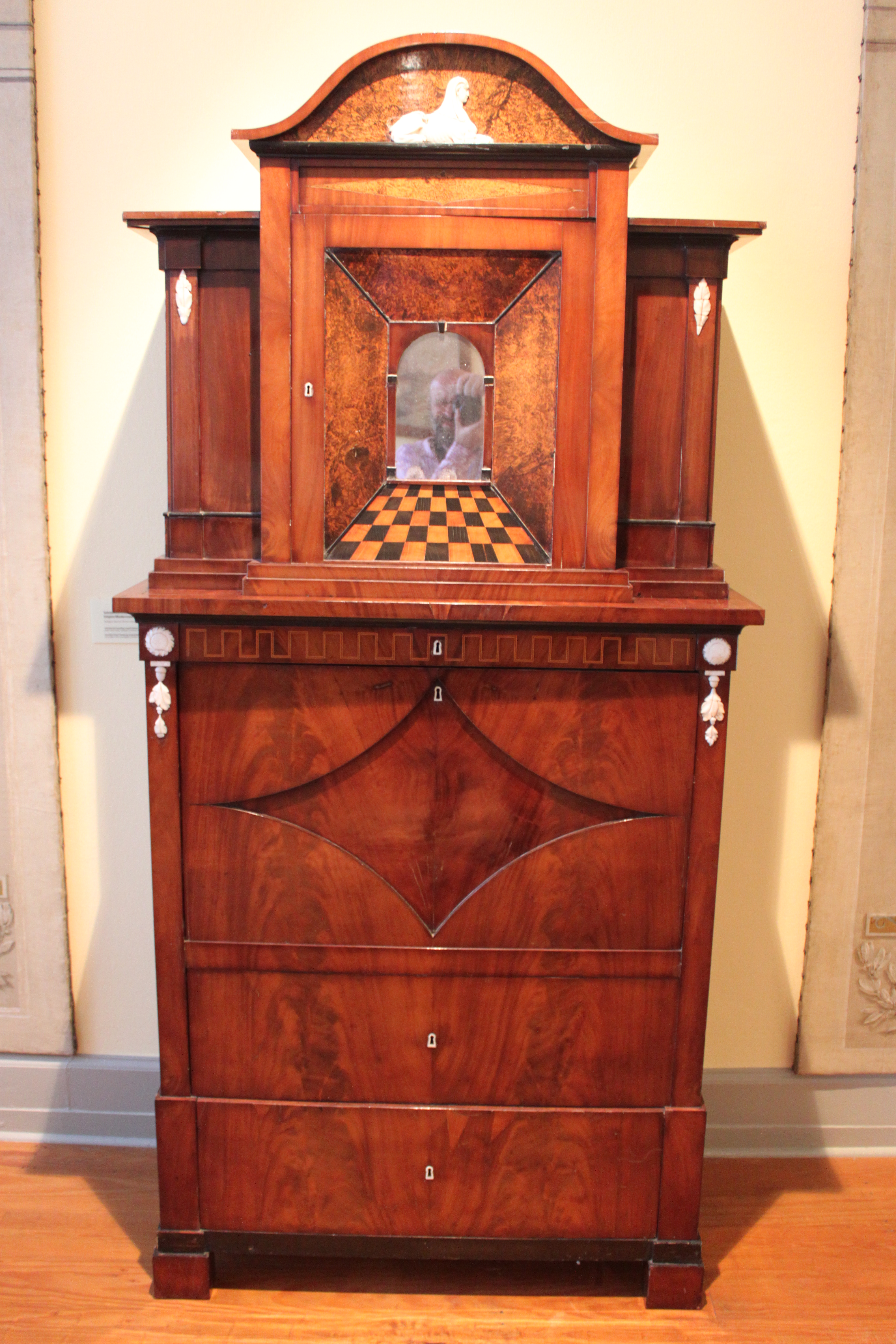
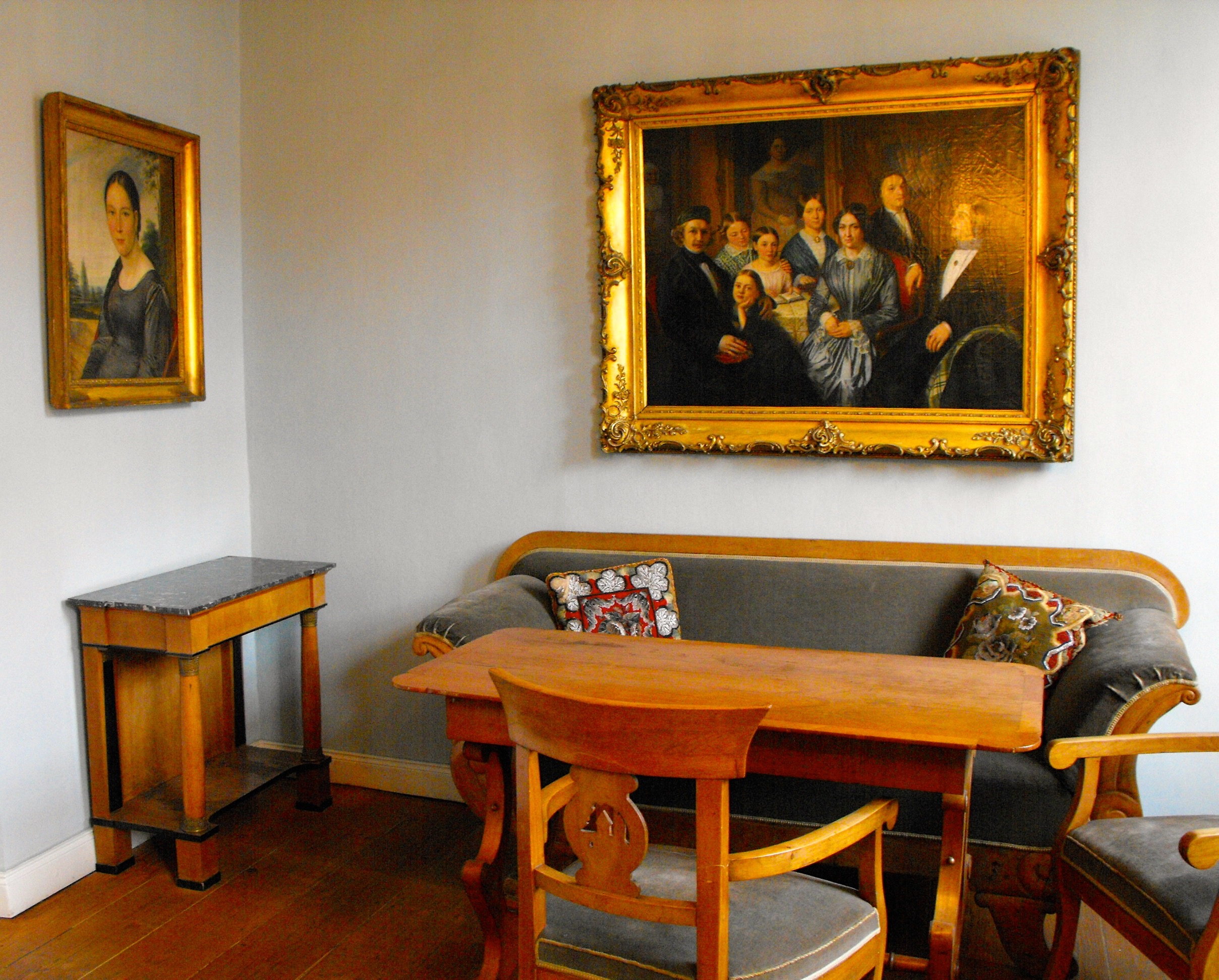
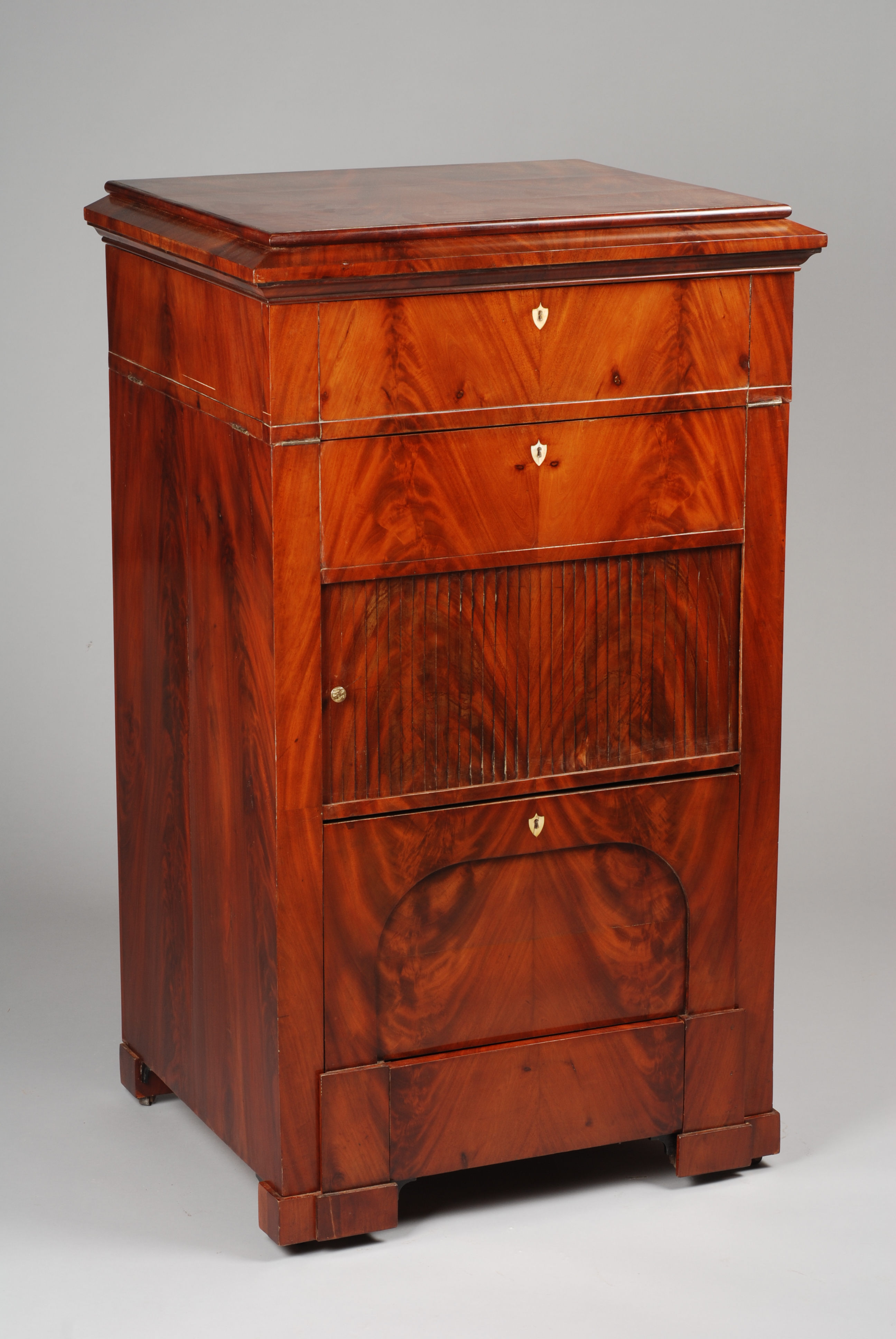
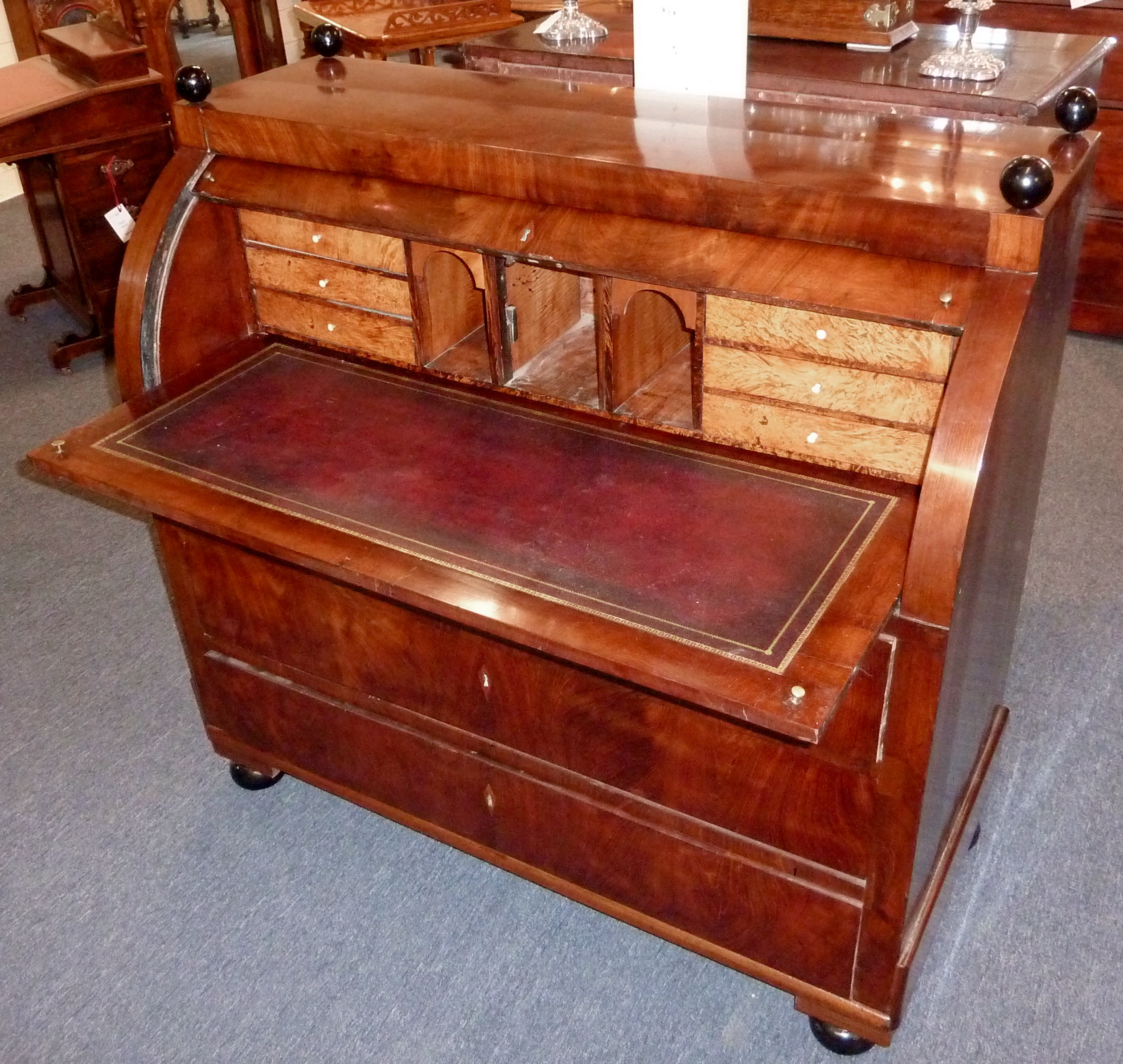

### Mode

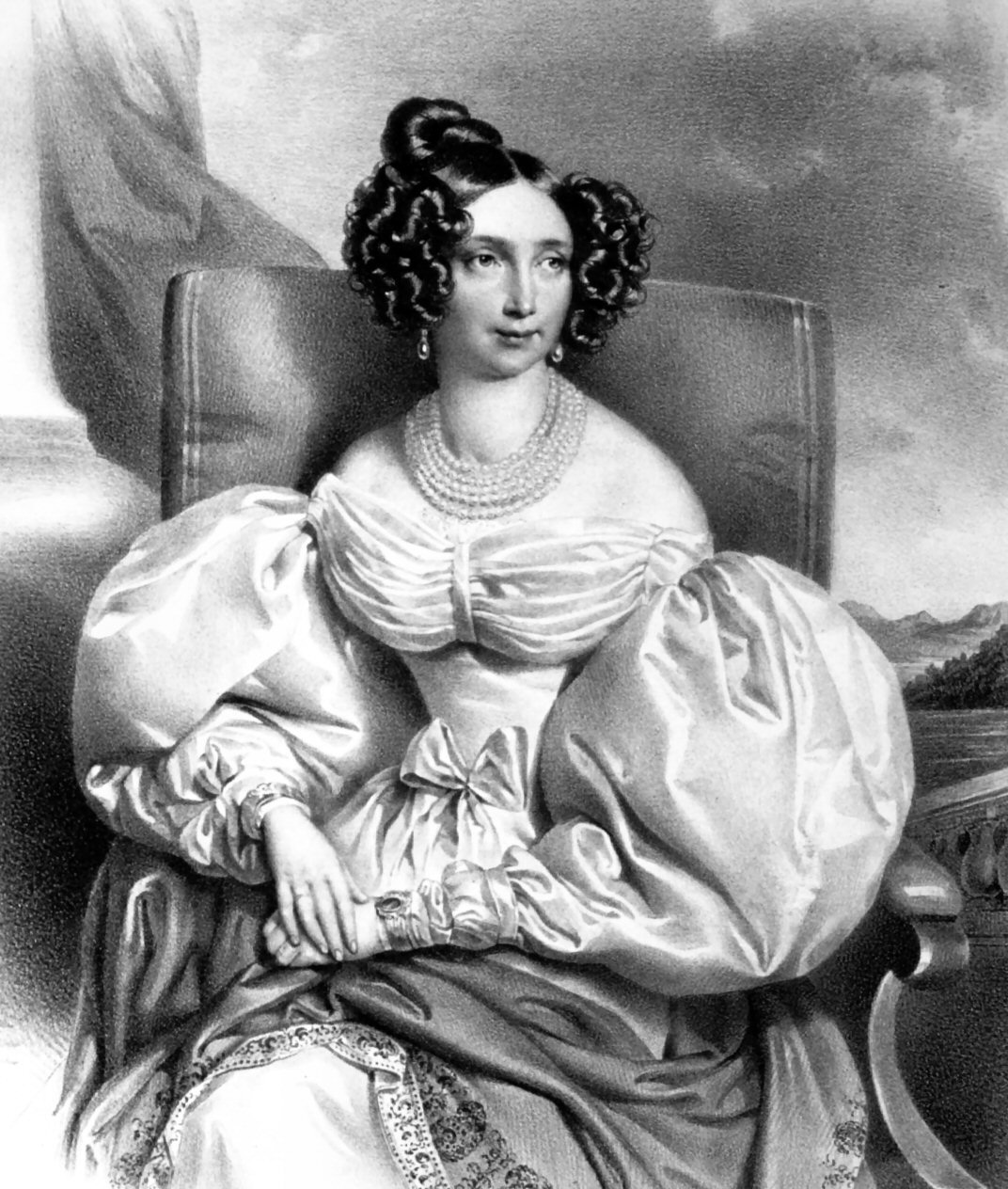
Sophie de Bavière, archiduchesse d'Autriche, belle-fille de l'empereur, mère de l'empereur François-Joseph Ier, en costume Biedermeier (lith. de Josef Kriehuber, 1836).

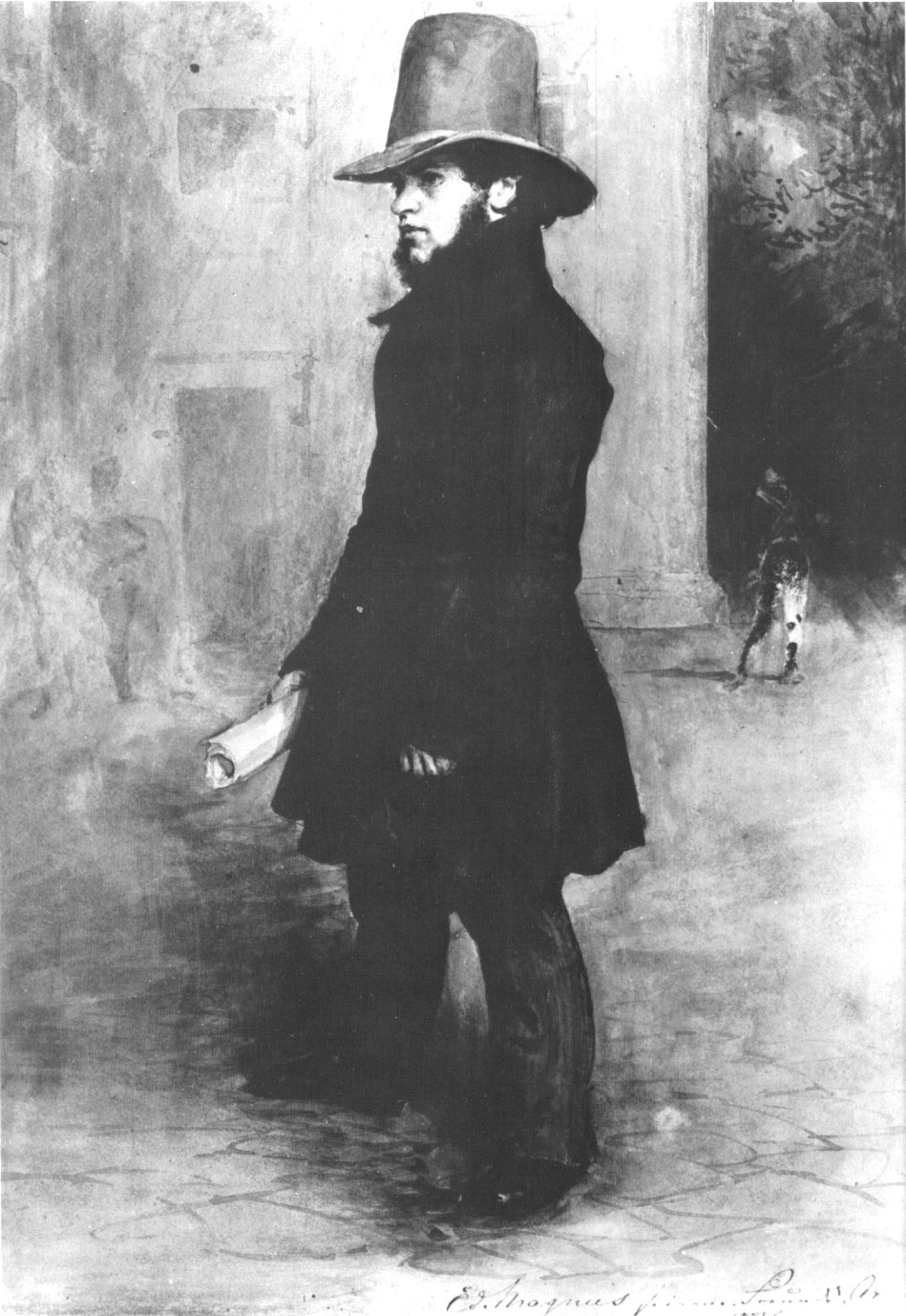
Adolph von Menzel en « chapeau de castor » (d'après Eduard Magnus, 1837).

Après le style Empire (1795-1820), la mode féminine du Biedermeier fut plus sage, mais aussi nettement plus inconfortable. La taille fut marquée à partir de 1835, les robes à panier et les corsets devinrent des accessoires vestimentaires indispensables dans les classes supérieures. Dès 1820 les manches des habits de jour devinrent si volumineuses qu'elles étaient gênantes pour jouer du piano. On les qualifia même de « manches en gigot ». Les formes étaient obtenues grâce à du crin et des baleines. Les tissus à motifs étaient très prisés : carreaux, rayures ou fleurs. Pour le soir on portait volontiers de la soie chatoyante. Le couvre-chef typique de l'époque est la capote, un chapeau en forme de bonnet. Les chaussures étaient plates, sans talons. Le châle en cachemire et l'ombrelle étaient des accessoires essentiels. Les coiffures du Biedermeier furent tout d'abord généreuses, ornées de rubans et de nœuds, puis après 1835 les cheveux furent coiffés en chignon avec des boucles en tire-bouchon sur les côtés. 
La mode masculine du Biedermeier était aussi tout sauf confortable. Le modèle d'élégance entre 1800 et 1830 était le dandy, dont le prototype était l'Anglais George Bryan Brummell. Les vêtements masculins étaient aussi très ajustés pendant cette période, si bien que beaucoup d'hommes adoptèrent la ceinture de toile. Les chemises avaient un col séparé, dit « parasite », qui ceinturait le cou. De plus, le pantalon long est porté pour la première fois à partir de 1815, ainsi que le gilet rayé ou à fleur, la redingote ou le frac. Le couvre-chef était un haut de forme. Les accessoires indispensables sont la cravate artistiquement nouée, la canne, les gants et la montre de poche, parfois même le face-à-main. Après 1820, les favoris, la moustache et le bouc ne sont plus des signes révolutionnaires, en revanche la barbe entière était un symbole de libéralisme. Les longs favoris étaient à l'époque indispensables.

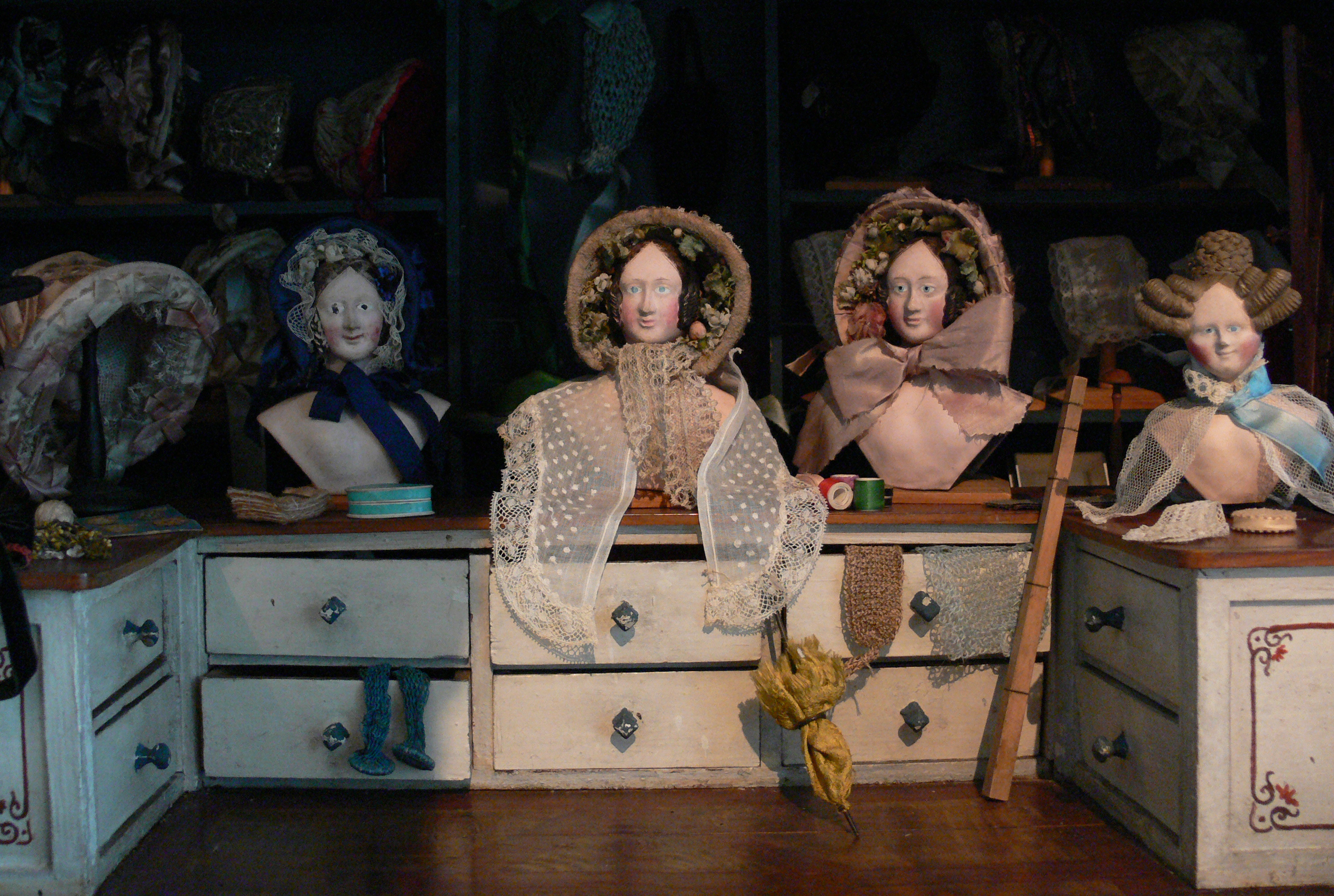
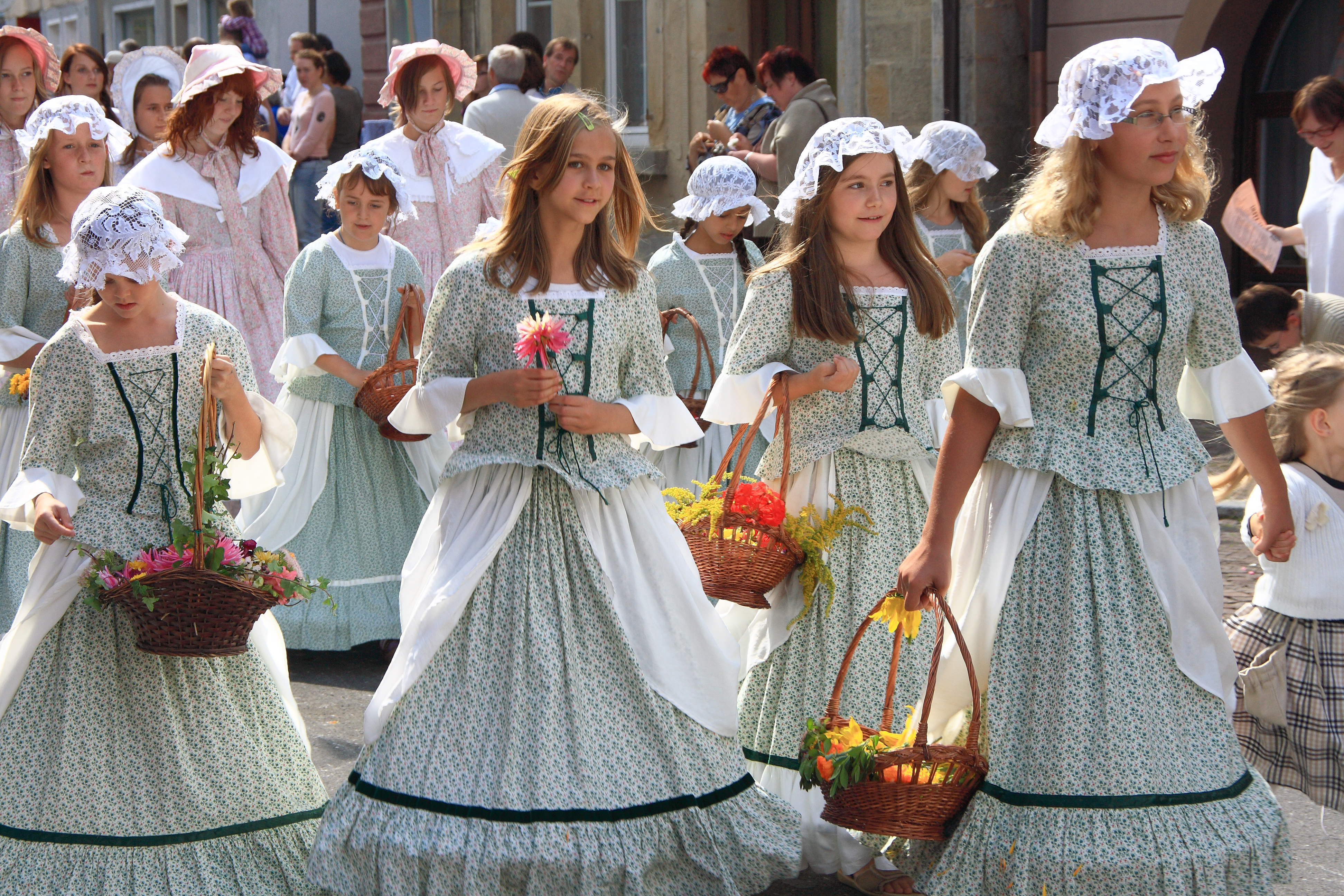
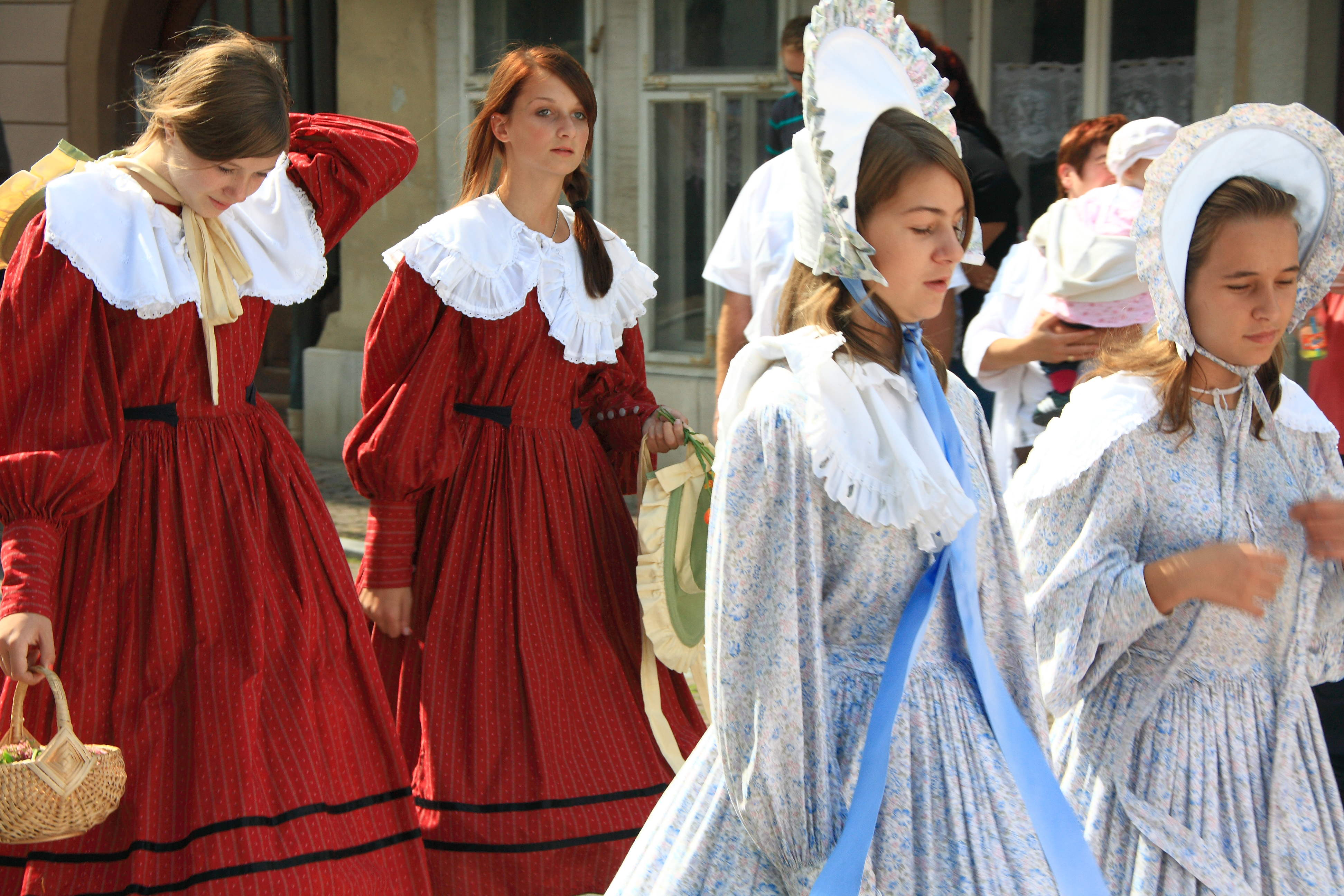
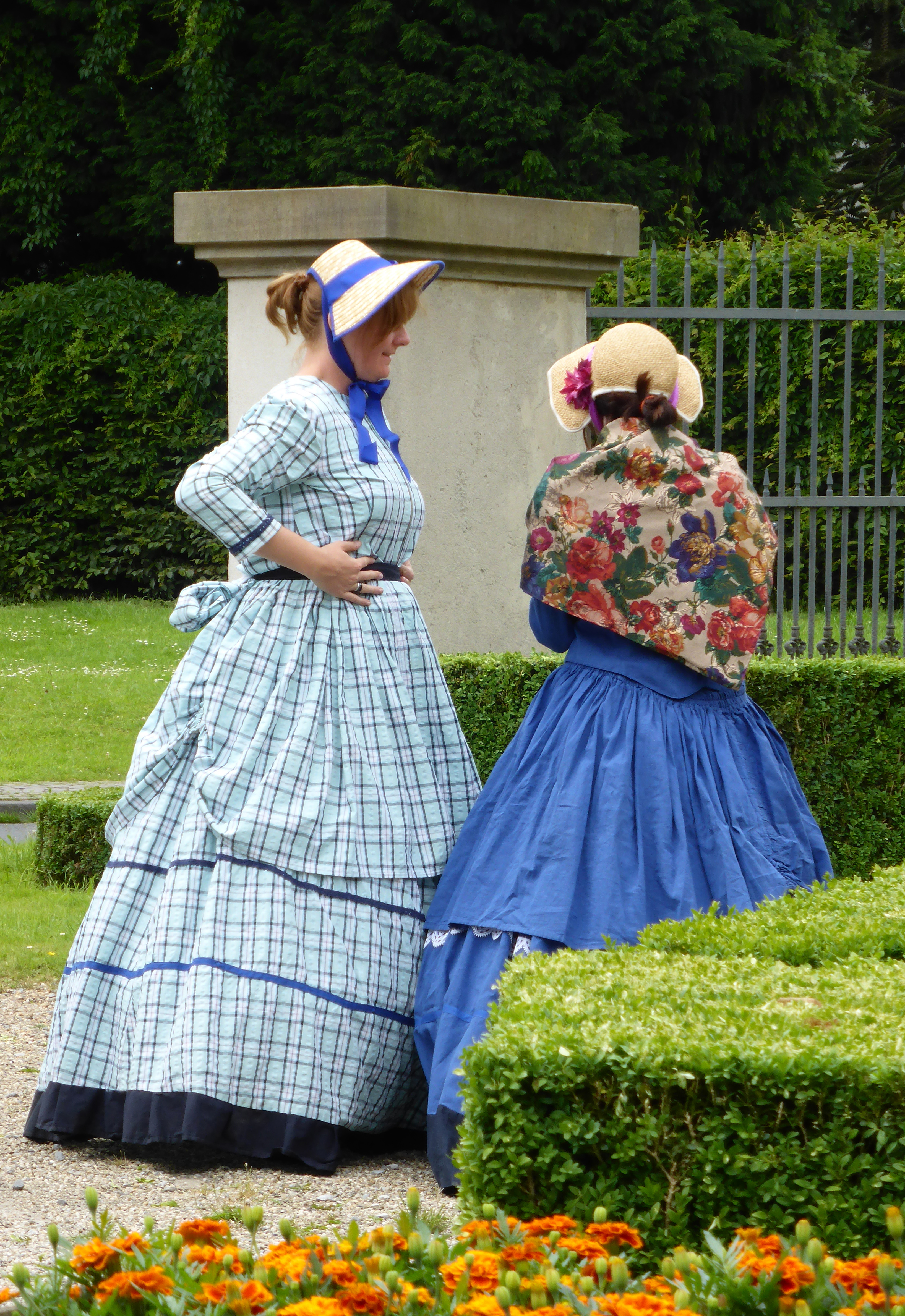
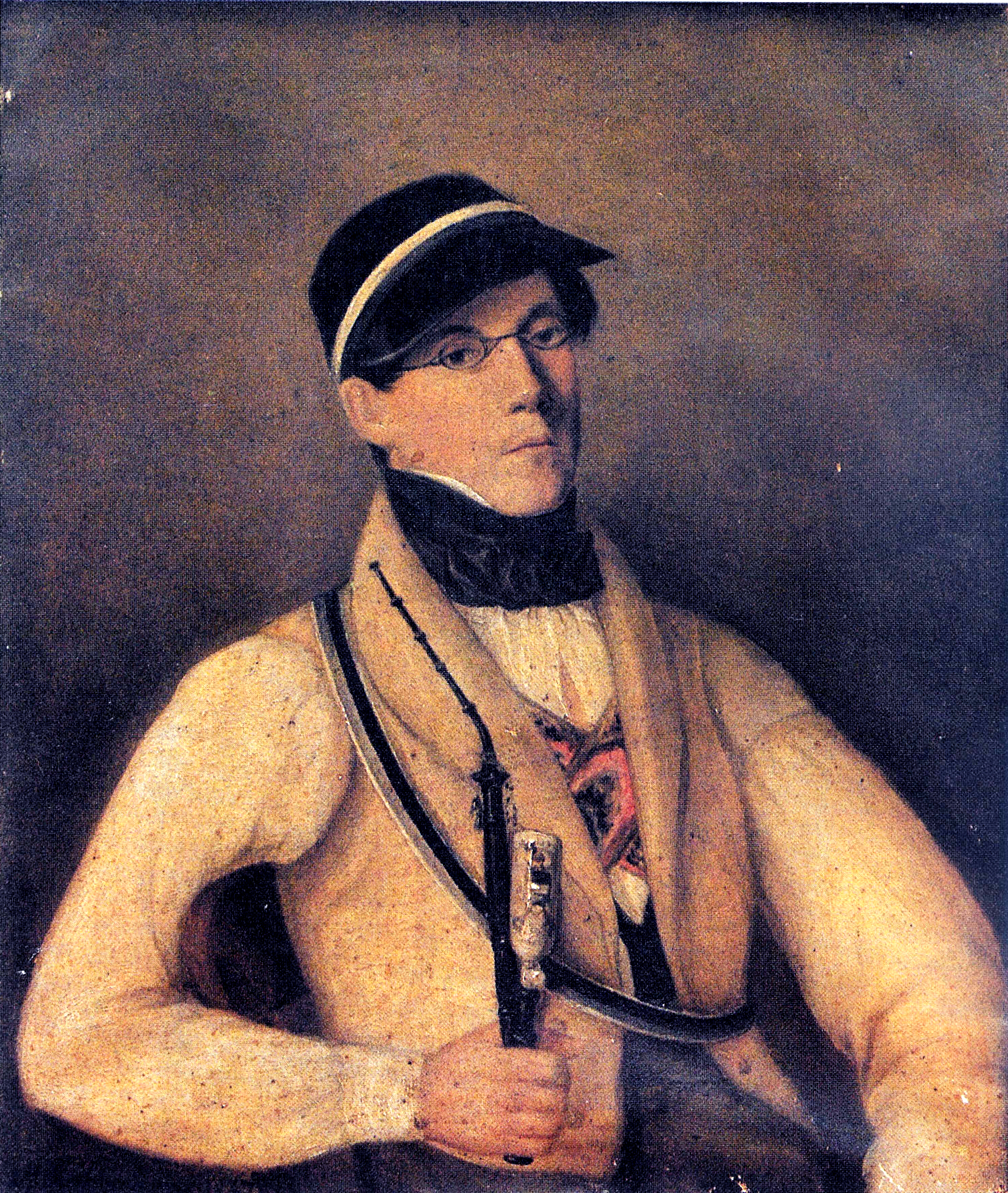

#### En français
- William M. Johnson, Vienne Impériale 1815-1914 Fernand Nathan, 1982,  (ISBN 9782092845769).
- Robert Waissenberger (dir.), Vienne 1815-1848 : L'Époque du Biedermeier : histoire, société, danse, arts décoratifs, architecture, peinture, sculpture, mode, littérature, musique, Seuil, Paris, 1985,  (ISBN 2-02-009091-0).
- Dans le Dictionnaire du monde germanique, dir. Élisabeth Décultot, Michel Espagne et Jacques Le Rider, Paris, Bayard, 2007  (ISBN 978 2 227 47652 3) :
  - Stéphane Laurent, « Biedermeier (art) », p. 129-130.
  - Lucien Calvié, « Biedermeier / Vormärz », p. 130-131.

#### En allemand
- (de) Joachim Bark, Biedermeier und Vormärz/Bürgerlicher Realismus. Geschichte der deutschen Literatur, Bd.3, Klett Verlag, 2001,  (ISBN 3-12-347441-0).
- (de) Marianne Bernhard, Das Biedermeier: Kultur zwischen Wiener Kongreß und Märzrevolution, Düsseldorf, Econ Verlag, 1983.
- (de) Wilhelm Bleek (de): Vormärz. Deutschlands Aufbruch in die Moderne 1815–1848. C. H. Beck, München 2019  (ISBN 978-3-406-73533-2).
- (de) Helmut Bock (de), Aufbruch in die Bürgerwelt: Lebensbilder aus Vormärz und Biedermeier, Münster, 1994.
- (de) Manfred Engel (de): Vormärz, Frührealismus, Biedermeierzeit, Restaurationszeit? Komparatistische Konturierungsversuche für eine konturlose Epoche. In: Oxford German Studies 40/2011, S. 210–220.
- (de) Klaus D. Füller, Erfolgreiche Kinderbuchautoren des Biedermeier. Christoph von Schmid, Leopold Chimani, Gustav Nieritz, Christian Gottlob Barth. Francfort, 2005,  (ISBN 3-63-1545169).
- (de) Georg Hermann: Das Biedermeier im Spiegel seiner Zeit: Briefe, Tagebücher, Memoiren, Volksszenen und ähnliche Dokumente. Berlin 1913. online bei archive.org
- (de) Georg Himmelheber (de): Kunst des Biedermeier 1815-1835. Prestel, München 1988  (ISBN 3-7913-0885-8).
- (de) Johann Kräftner, Biedermeier im Haus Liechtenstein Wien, Vienne, Verlag Prestel, 2005,  (ISBN 3-79-1334964).
- (de) Renate Krüger, Biedermeier: eine Lebenshaltung zwischen 1815 und 1848, Vienne, 1979.
- (de) Konstanze Mittendorfer, Biedermeier oder das Glück im Haus: Bauen und Wohnen in Wien und Berlin 1800-1850, Vienne, 1991.
- (de) Hans Ottomeyer (de), Biedermeiers Glück und Ende ... die gestörte Idylle 1815-1848, Munich, Verlag Hugendubel, 1987.
- (de) Gerhard Schildt, Aufbruch aus der Behaglichkeit: Deutschland im Biedermeier 1815-1847, Braunschweig 1989.
- (de) Friedrich Sengle (de): Biedermeierzeit. Deutsche Literatur im Spannungsfeld zwischen Restauration und Revolution, 1815–1848. 3 Bände. Metzler, Stuttgart 1971; 1972; 1980  (ISBN 3-476-00182-2 et 3-476-00242-X).
- (de) Hans Peter Treichler (de): Die bewegliche Wildnis. Biedermeier und ferner Westen. Schweizer Verlaghaus, Zürich 1990  (ISBN 3-7263-6523-0).
- (de) Angus Wilkie, Biedermeier: Eleganz und Anmut einer neuen Wohnkultur am Anfang des 19. Jahrhunderts, Cologne, Verlag DuMont, 1987.